# Madrid Open 1988
Il Madrid Tennis Grand Prix 1988 è stato un torneo di tennis giocato sulla terra rossa. È stata la 17ª edizione del Madrid Tennis Grand Prix che fa parte del Nabisco Grand Prix 1988. Si è giocato a Madrid in Spagna dall'11 al 17 aprile 1988.

## Campioni

### Singolare
Kent Carlsson ha battuto in finale  Fernando Luna con il punteggio di 6–2, 6–1

### Doppio
Sergio Casal /  Emilio Sánchez hanno battuto in finale  Jason Stoltenberg /  Todd Woodbridge con il punteggio di 6–7, 7–6, 6–4